# Џексонбург (Охајо)
Џексонбург (енгл. Jacksonburg) град је у америчкој савезној држави Охајо.

## Демографија
По попису из 2010. године број становника је 63, што је 4 (-6,0%) становника мање него 2000. године.
| Група             | 2000.      | 2010.      |
| Белци             | 65 (97,0%) | 57 (90,5%) |
| Афроамериканци    | 0 (0,0%)   | 0 (0,0%)   |
| Азијати           | 0 (0,0%)   | 0 (0,0%)   |
| Хиспаноамериканци | 0 (0,0%)   | 0 (0,0%)   |
| Укупно            | 67         | 63         |